# The Wrong End of Time
The Wrong End of Time (1971) este un roman science fiction al scriitorului britanic John Brunner. A fost publicat pentru prima oară în Amazing Science Fiction în noiembrie 1971 și de Doubleday în decembrie 1971.

## Prezentare
Povestea are loc în viitor, într-o Americă foarte izolată de restul lumii de un sistem de apărare masiv. În acest stat baricadat și armat, vine un tânăr om de știință rus care face o dezvăluire ciudată și aproape de necrezut: o viață inteligentă, superioară celei terestre, a fost detectată lângă planeta Pluto. Acești extratereștri, în virtutea inteligenței lor foarte avansate, sunt pe cale să distrugă planeta Pământ.